# Publius Sulpicius Galba Maximus
Publius Sulpicius Galba Maximus (Kr. e. 3. század) ókori római politikus és hadvezér, az előkelő patricius Sulpicia gens Galba családjának első ismert tagja, Galba császár őse volt.

## Az első makedón háború
Karrierje a második pun háború idején kezdődött: Kr. e. 211-ben lett consul úgy, hogy előtte semmilyen curulisi magistraturát nem viselt. Eredetileg mindkét főhivatalnokot Apuliába küldték, de utóbb a Hannibaltól kevésbé tartó senatus úgy döntött, hogy egyiküket átirányítja Makedóniába. A sorshúzásban Galbára jutott a balkáni feladat, ahol Marcus Valerius Laevinustól vette át az első makedón háború hadműveleteinek irányítását. Imperiumát Kr. e. 210-re meghosszabbították, ám Laevinus dicsekvő jelentése miatt a senatus feloszlatta a seregének zömét, így csak némi flotta és egy legio maradt meg a vezetése alatt. Aigina szigetét sikerült meghódítania, kifosztania és átadnia az aitól szövetségnek, de az V. Philipposz makedón király ostromolta Ekhinoszt már nem tudta felmenteni.
Kr. e. 209-re ismét meghosszabbították az imperiumát. Ebben az évben a lamiai csatában 1000 katonával segítette az aitólokat, miközben Naupaktosznál állomásozott. Amikor Philipposz Élisz felé vonulva megjelent Düménél, Galba tizenöt hajójával már partra szállt a Peloponnészosz északi részén, ahol fosztogattak a katonái, de a makedónok elől visszavonultak. Philipposz rövidesen kénytelen volt hazatérni az északi barbár törzsek támadásától félve, így Galba átkelhetett Aiginára, ahol egyesítette erőit az új szövetségese, I. Attalosz Szótér pergamoni király flottájával, majd áttelelt. Kr. e. 208 tavaszán a hatvan hajót számláló egyesített hajóhad megindult Lémnosz ellen, majd Peparéthoszt támadták meg. Innen átkeltek Nikaiába, majd visszatértek Euboia szigetére. Itt árulással sikerült megszerezniük Óreon városát, Khalkisz alól viszont elvonultak. Galba végül a lokriszi Künoszba hajózott, míg Attalosz, miután Philipposz kiszorította Phókiszból, hírt kapva Prusziasz bithüniai király támadásáról, hazatért Anatóliába. Galba ezután visszavonult Aiginára, és az elkövetkező években nem hajtott végre semmi érdemlegeset. Az aitól szövetségnek sem nyújtott támogatást Makedónia ellen. Végül Kr. e. 204-ben hívták haza Rómába.

## A második makedón háború
Kr. e. 203-ban dictatorrá választották, hogy visszahívja a Szicílián keresztül Afrikába átkelni készülő, túlzottan ambiziózus consult, Cnaeus Servilius Caepiót és megtartsa a következő évre szóló választásokat lebonyolító népgyűlést. Kr. e. 200-ban ismét consul lehetett, és ismét a Balkánon kellett harcolnia a kitörő második római–makedón háborúban. Bár a nép zúgolódott a senatus hadüzenete miatt, mivel nemrég ért véget a pusztító pun háború, Galba kiválogathatta Publius Cornelius Scipio Africanus veteránjai közül azokat, akik tovább akartak szolgálni, és átkelhetett Brundisiumból a szemközti, illíriai partvidékre. Itt athéni követek keresték fel, hogy segítséget kérjenek tőle a makedónok ellen, mire ezer katona és húsz hajó élén különítményt küldött a megsegítésükra Caius Claudius Centho vezetésével. Mivel azonban már közeledett a tél, Apollónia mellett téli szállásra vonult.
Kr. e. 199 tavaszán megindult Makedónia felé a dasszaréták földjén, az Ohridi-tó vidékén keresztül. Útja során a legtöbb település harc nélkül meghódolt a rómaiaknak. Philipposz megindult ellene, bár pontosan egyik fél sem ismerte a másik helyzetét; végül a mai albán-macedón-görög határvidéken levő Eordea-hágónál találkozott a két hadsereg. Kisebb összecsapások után egy lovascsatát a makedónok nyertek meg, de az üldözés során a rómaiak megtámadták a szárnyaikat, ezért kénytelenek voltak visszavonulni. Philipposz fegyverszünetet kért, de ellenfele másnapra halasztotta a döntést, amit kihasználva a makedónok titokban elvonultak az éj leple alatt. Galba az Oszphagoszig követte a makedónokat, ahol letáborozott, és ismét kis csetepaték alakultak ki a seregek között. Galba végül ősszel visszavonult Apollóniába áttelelni, és a következő évben átadta a parancsnokságot Titus Villius Tappulus consulnak. Kr. e. 197-ben Tappulusszal együtt a háborút befejező Titus Quinctius Flaminius legatusai lettek, majd Kr. e. 196-ban mindketten a Makedónia helyzetét rendező tízfős bizottságban vettek részt.
Kr. e. 193-ban hallunk róla utoljára. Ekkor ismét Tappulusszal közös feladatot kapott: követségbe kellett mennie III. (Nagy) Antiokhosz szeleukida királyhoz, aki a legyőzött makedónok rovására próbált Hellaszban terjeszkedni. Útjuk során előbb Pergamonba mentek II. Eumenész pergamoni királyhoz, aki az Antiokhosz elleni háború mellett kardoskodott, majd rövid betegeskedés után Epheszoszban találkoztak a király teljhatalmú megbízottjával, Miniónnal, akivel nem tudtak megegyezni, és kitört az újabb háború.